# Ungkarlsfällan
Ungkarlsfällan (eng. The More the Merrier) är en amerikansk långfilm från 1943 i regi av George Stevens, med Jean Arthur, Joel McCrea, Charles Coburn och Richard Gaines i rollerna.

## Handling
Under andra världskriget anländer den pensionerade miljonären Benjamin Dingle (Charles Coburn) till Washington, D.C för att rådgiva om bostadsbristen. Hans hotellsvit är dock inte tillgänglig på två dagar och han svarar då på en annons hos den unga kvinnan Connie Milligan (Jean Arthur) om att hyra ett rum.  Connie går motvilligt med på att låta den äldre mannen hyra hälften av hennes lägenhet. Komiska förvecklingar uppstår när de hela tiden kommer i vägen för andra och situationen blir inte bättre när Dingle hyr halva delen av sin halva till en ung soldat (Joel McCrea).

## Rollista
| Jean Arthur      | – Connie Milligan       |
| Joel McCrea      | – Joe Carter            |
| Charles Coburn   | – Benjamin Dingle       |
| Richard Gaines   | – Charles J. Pendergast |
| Bruce Bennett    | – FBI Agent Evans       |
| Frank Sully      | – FBI Agent Pike        |
| Donald Douglas   | – FBI Agent Harding     |
| Clyde Fillmore   | – Senator Noonan        |
| Stanley Clements | – Morton Rodakiewicz    |

## Utmärkelser

### Vinster
- Oscar: Bästa manliga biroll (Charles Coburn)

### Nomineringar
- Oscar: Bästa kvinnliga huvudroll (Jean Arthur), Bästa regi (George Stevens), Bästa film, Bästa historia (Frank Ross, Robert Russell), Bästa originalmanus (Richard Flournoy, Lewis R. Foster, Frank Ross, Robert Russell)

## Kuriosa
- En nyinspelning, Skynda långsamt grabben, gjordes 1966 med Cary Grant, Samantha Eggar och Jim Hutton.[1]